# Lazos que atan

Lazos que atan es la decimocuarta novela de la serie Aprendiz de Jedi, basada en el universo de Star Wars, y está escrita por Jude Watson. Fue publicada por Scholastic Press en inglés (agosto de 2001) y por Alberto Santos Editor en español.

## Argumento
Qui-Gon Jinn y su amiga y compañera Jedi Tahl deben dirigirse hacia Nuevo Apsolon, planeta que pacificaron seis años atrás y cuyo modelo está a punto de venirse abajo tras el asesinato del anterior líder, el secuestro de las hijas de éste y el regreso de una antigua entidad del antiguo Apsolon. Mientras Qui-Gon Jinn sentirá un cambio en su interior que podría comprometer,no sólo la misión, sino su destino entero...